# Xanthorhoe albilinea
Xanthorhoe albilinea är en fjärilsart som beskrevs av George Francis Hampson 1891. Xanthorhoe albilinea ingår i släktet Xanthorhoe och familjen mätare. Inga underarter finns listade i Catalogue of Life.